# SummerSlam 1990
SummerSlam 1990 è il terzo evento in pay-per-view prodotto dalla World Wrestling Federation. L'evento si svolse il 27 agosto 1990 al The Spectrum, Filadelfia.
L'evento comprese dieci match. The Ultimate Warrior difese con successo il titolo WWF Championship contro Rick Rude in uno Steel Cage Match, e Hulk Hogan sconfisse Earthquake per conteggio fuori dal ring.
Il pay-per-view inoltre ebbe altri due match titolati: Mr. Perfect perse il WWF Intercontinental Championship contro Texas Tornado, che sostituiva l'infortunato Brutus Beefcake come sfidante. Gli Hart Foundation vinsero il WWF Tag Team Championship battendo i Demolition nel corso di un two out of three falls match. Ognuno di questi incontri era stato preceduto da vari feud concepiti appositamente.

## Storyline
Paul Roma iniziò un feud con i The Rockers (Shawn Michaels e Marty Jannetty) il 21 luglio 1990, nell'episodio di WWF Superstars. Roma fu attaccato dopo un match contro Dino Bravo; quando i Rockers entrarono nel ring per il match successivo, Roma li accusò di averlo attaccato. A quel punto arrivarono alle mani, e Roma fu aiutato da Hercules. Una settimana più tardi, Paul ed Hercules apparvero al Brother Love Show, un segmento dove si effettuavano interviste, e annunciarono di aver formato un tag team chiamato "Power and Glory". Un match tra le due squadre fu poi fissato per SummerSlam.
Il feud tra Mr. Perfect e Brutus Beefcake iniziò nell'edizione 1990 della Royal Rumble. Beefcake, la cui gimmick era quella del "barbiere pazzo" che tagliava i capelli dei suoi avversari, lottò contro The Genius, il manager di Perfect. Quando cominciò a tagliare i capelli a Genius, intervenne Mr. Perfect, che causò una doppia squalifica. Perfect e Beefcake lottarono a WrestleMania VI, e Beefcake vinse il match. Perfect vinse il WWF Intercontinental Championship il 23 aprile 1990, dopo aver vinto la finale di un torneo. Egli aveva causato l'eliminazione di Beefcake dal torneo interferendo nel suo match. I due fecero una serie di match in house show che portò alla resa dei conti a SummerSlam. Poco prima di SummerSlam, Beefcake resto coinvolto in un incidente di sci nautico. Si fratturò diverse ossa del viso, tra cui la mascella e il naso. Di conseguenza, The Texas Tornado sostituì Beefcake nel match a SummerSlam.

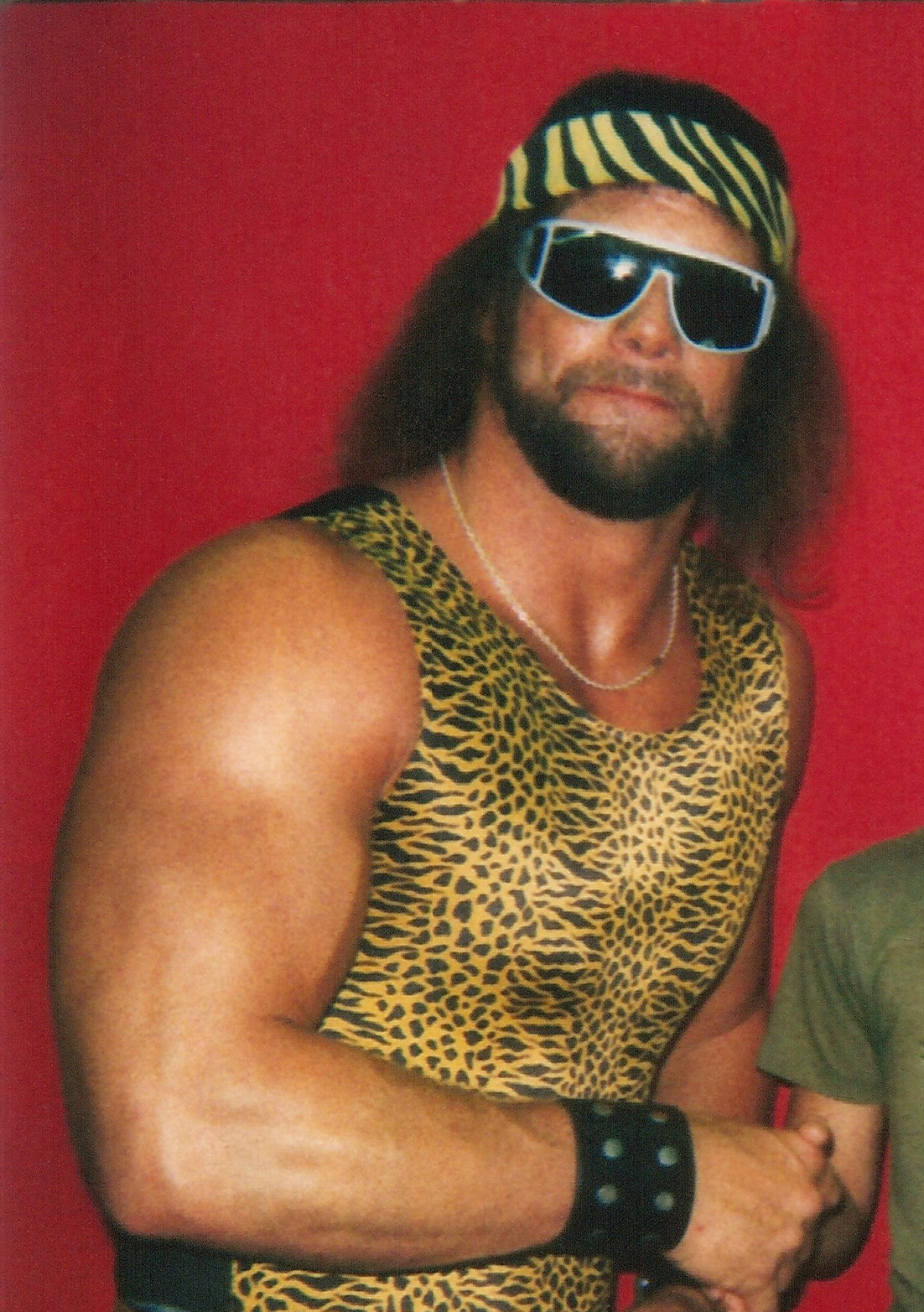
Randy Savage, che ebbe una faida con Dusty Rhodes durante SummerSlam

Alla Royal Rumble 1990, Sensational Sherri, la valletta di Randy Savage, apparve al Brother Love Show. Brother Love mise in discussione la definizione di "signora", usando Sherri come esempio. Discusse poi il significato di "contadini", prendendo come esempio Sapphire, la valletta di Dusty Rhodes. Sherri e Sapphire lottarono, il che portò ad un match tra Savage e Rhodes per difendere l'onore delle rispettive vallette. Rodhes e Sapphire affrontarono Savage e Sherri in un tag team match misto a WrestleMania VI. Rodhes e Sapphire vinsero il match con l'aiuto di Miss Elizabeth, ex valletta di Savage. Per SummerSlam erano in programma due match singoli: Sapphire contro Sherri e Savage contro Rodhes.
Tito Santana e Rick Martel formarono un tag team chiamato "Strike Force" nel 1987. Vinsero i WWF Tag Team Championship prima che Martel abbandonasse Santana durante un match contro i Brian Busters a WrestleMania V. Questo portò ad un lungo feud tra i due, con la conseguente divisione del team. Fu poi fissato un match per SummerSlam. Martel si infortunò prima della contesa a SummerSlam, e la WWF dovette giustificare l'assenza di Rick a SummerSlam, dicendo che era partito per un concorso di modelli a Parigi. Rick fu quindi sostituito nel match da The Warlord, che aveva avuto un feud con Santana ad aprile.
I Demolition e gli The Hart Foundation si erano affrontati due anni prima a SummerSlam 1988, dove i Demolition avevano difeso con successo i WWF Tag Team Championship. La Hart Foundation costituita da Jim Neidhart e Bret Hart si focalizzò poi sui match singoli, ma si riunì presto. Durante la puntata del 31 marzo di WWF Superstars i due annunciarono che volevano affrontare i campioni tag team per i WWF Tag Team Championship dopo il match a WrestleMania tra i Colossal Connection e i Demolition. Dopo che i Demolition vinsero il match, la Hart Foundation affrontò The Rockers il 28 aprile a Saturday Night's Main Event. I Demolition interferirono nella contesa, causando una doppia squalifica. Il 14 luglio nella puntata di WWF Superstars, i Demolition e gli Hart Foundation lottarono tra di loro dopo che gli Hart avevano affermato che i Demolition, visto che avevano tre membri, erano dei codardi. La settimana successiva, fu fissato un match tra le due squadre a SummerSlam. Fu poi deciso che il match sarebbe stato un Two out of three falls match, e che solo due membri dei Demolition avrebbero potuto lottare, che si rivelarono essere Smash e Crush.
Il feud tra Bad News Brown e Jake Roberts iniziò quando Roberts inviò a Brown un regalo di compleanno il 22 aprile in una puntata di Wrestling Challenge. Dopo l'apertura della confezione, Brown trovò un serpente di gomma; fu poi rivelato che Brown aveva paura dei serpenti. Il 5 maggio, nell'episodio di WWF Superstars, i due uomini concordarono di fare un match. Bad News Brown dichiarò in seguito che aveva superato la sua fobia verso i serpenti, anche se venne rapidamente smentito. Il 28 luglio, sempre nella puntata di WWF Superstars, fu annunciato che Brown e Roberts si sarebbero affrontati a SummerSlam con Big Boss Man come arbitro speciale. Brown annunciò anche che avrebbe portato 200 tonnellate di topi di fogna per contrastare il serpente di Roberts, Damien.
Nikolai Volkoff iniziò l'anno collaborando con Boris Zhukov in un tag team filo-sovietico conosciuto come "The Bolsheviks". Dopo la Lituania, la patria di Volkoff, anch'egli dichiarò la propria indipendenza dall'Unione Sovietica l'11 marzo del 1990, e il tag team si divise. Volkoff diventò filo-occidentale e si presentava sul ring con una bandiera americana. Lui e Hacksaw Jim Duggan furono poi messi in un tag team match contro una squadra giapponese conosciuta come The Orient Express a Summerslam.
| N. | Risultati                                                |
| -- | -------------------------------------------------------- |
| 1  | Smash sconfisse Jim Neidhart                             |
| 2  | The Texas Tornado sconfisse Black Bart                   |
| 3  | The Warlord sconfisse Pez Whatley                        |
| 4  | Nikolai Volkoff sconfisse Boris Zhukov                   |
| 5  | Power and Glory sconfisse Mark Thomas e Mike Williams    |
| 6  | Jake Roberts sconfisse Mike Sharpe                       |
| 7  | Mr. Perfect sconfisse Ronnie Garvin                      |
| 8  | The Orient Express sconfisse Sonny Blaze e Shane Douglas |
| 9  | Jim Duggan sconfisse Earthquake per squalifica           |

Mentre Hulk Hogan veniva intervistato al Brother Love Show il 26 maggio durante la puntata di WWF Superstars, venne attaccato da Earthquake. Egli colpì Hogan con una sedia e gli saltò addosso con una Earthquake splash. Hogan fu poi portato negli spogliatoi in barella. Hulk non si fece vedere sui ring WWF per quasi due mesi, inoltre la società sminuiva le possibilità di un suo possibile ritorno. Il 14 luglio nella puntata di WWF Superstars, Hogan annunciò che sarebbe tornato in azione affrontando Earthquake a SummerSlam. Hogan dichiarò anche che il suo amico Tugboat sarebbe stato al suo angolo durante il match. Earthquake e il suo alleato Dino Bravo attaccarono Tugboat durante un match il 18 agosto nella puntata di WWF Superstars. Tugboat fu portato negli spogliatoi con una barella dopo aver subito due splash. Egli fu poi aiutato da Big Boss Man, ma le lesioni che subì lo costrinsero ad assentarsi a Summerslam. Hogan annunciò successivamente che al suo angolo ci sarebbe stato quindi Big Boss Man.
The Ultimate Warrior e Rick Rude erano in contrasto sin dall'edizione 1989 della Royal Rumble. I due si affrontarono in un "posedown" per mostrare i loro muscoli, seguito da un attacco di Rude ai danni di Warrior. Si affrontarono a WrestleMania V in un match per l'Intercontinental Championship di Warrior. Rude vinse il titolo, ma Ultimate riconquistò la cintura a SummerSlam 1989. Warrior sconfisse Hulk Hogan per il WWF World Heavyweight Championship a WrestleMania VI, e fu quindi costretto a rinunciare al titolo intercontinentale. Successivamente Rick fu nominato il primo sfidante per il titolo mondiale a SummerSlam. Fu deciso infine che il match si sarebbe svolto in una gabbia d'acciaio.
Per creare maggiore attesa per l'evento in pay-per-view, la WWF mandò in onda SummerSlam Fever su USA Network. Lo show andò in onda il 19 agosto ed incluse diverse interviste, nonché la partecipazione di Hulk Hogan e del manager Jimmy Hart al Brother Love Show.

## Evento
| Ruolo:         | Nome:             |
| -------------- | ----------------- |
| Commentatori   | Vince McMahon     |
| Commentatori   | Roddy Piper       |
| Intervistatori | Lord Alfred Hayes |
| Intervistatori | Sean Mooney       |
| Intervistatori | Gene Okerlund     |
| Ring announcer | Howard Finkel     |
| Arbitri        | John Binella      |
| Arbitri        | Mike Chioda       |
| Arbitri        | Rene Goulet       |
| Arbitri        | Earl Hebner       |

Prima che il pay-per-view iniziasse, Shane Douglas sconfisse Buddy Rose in un dark match. Hercules attaccò Shawn Michaels prima del primo match teletrasmesso, colpendolo al ginocchio con una catena. Anche se il suo compagno non era in grado di lottare, Jannetty dominò l'inizio della contesa, con diversi hip toss su Roma ed Hercules. Jannetty fu poi attaccato dai Power and Glory mentre il loro manager, Slick, distrasse l'arbitro. Sebbene Jannetty fu in grado di rimontare, Roma ed Hercules riacquistarono il vantaggio, ed ebbero la vittoria dopo aver eseguito un PowerPlex: un superplex da Hercules e una diving splash da Roma.
Texas Tornado era in vantaggio all'inizio del match contro Mr. Perfect, controllando la contesa con diverse mosse di potenza. Perfect rimontò e utilizzò un neckbreaker e una sleeper hold per sfinire Tornado. Quando Perfect si stava beando con la folla, Texas lo attaccò alle spalle. Attaccò Mr. P con un clawhold seguito da un discus punch, che portò alla vittoria di Texas Tornado e del Titolo Intercontinentale.
Sensational Sherri salì sul ring per il suo match contro Sapphire, ma lei non si presentò quando venne annunciata, di conseguenza, Sherri si aggiudicò la vittoria per forfait.
Tito Santana iniziò il suo match con The Warlord bloccando il suo avversario in una headlock e attaccandolo con un dropkick,, lanciandolo fuori dal quadrato. Warlord assunse il controllo del match quando tornò sul ring e usò la sua forza per dominare l'avversario. Slick, manager di Warlord, intervenne, ma Santana riguadagnò un breve vantaggio. Warlord ottenne la vittoria schienando Santana dopo aver eseguito una running powerslam.
Nel two out of three falls tag team match, Crush e Smash rappresentarono i Demolition contro la squadra di Bret Hart e Jim Neidhart. All'inizio del match prevalse la tecnica, e il primo schienamento fu eseguito dai Demolition ai danni di Hart dopo aver eseguito una Demolition Decapitation. Continuarono ad attaccare Hart fino a quando Neidhart prese il tag, potendo quindi intervenire nel match. Lui e Hart si alternarono nell'attacco ai danni di Smash prima di eseguire una Hart Attack. Prima che potessero schienarlo, tuttavia, Crush impedì all'arbitro di iniziare il conteggio, provocando la squalifica del membro dei Demnolition. Nel corso della terza caduta, i Demolition distrassero l'arbitro, consentendo ad Ax, il loro terzo membro, di nascondersi sotto il ring. Quando Smash fu buttato fuori dal quadrato, Ax prese il suo posto mentre Smash si nascose. Ben riposato, Ax usò la sua forza per controllare il match contro gli Hart. Ax e Smash si scambiarono di nuovo, ma la Legion of Doom apparivano e tirato Ax fuori da sotto il ring. Con Smash distratto, Hart e Neidhart sono stati in grado di affrontare Crush e lo pin per vincere la partita e il WWF Tag Team Championship.
Bad News Brown controllò la maggior parte delle prime fasi del suo match contro Jake Roberts. Quest'ultimo tentò di eseguire la DDT due volte, tra cui una volta quando Brown stava discutendo con L'arbitro speciale (Big Boss Man), ma Brown bloccò la mossa entrambe le volte. Fuori dal ring, Brown colpì Roberts con una sedia, mentre Boss Man non stava guardando. Roberts guadagnò il vantaggio, ma fu preso a calci all'esterno dopo che Brown invertì un tentativo di DDT in un back body drop. Brown colpì Roberts con una sedia, ma fu squalificato quando Boss lo vide. Brown cercò di vendicarsi dopo il match attaccando il serpente di Roberts, Damien, ma Big attaccò Brown per salvare il serpente. 

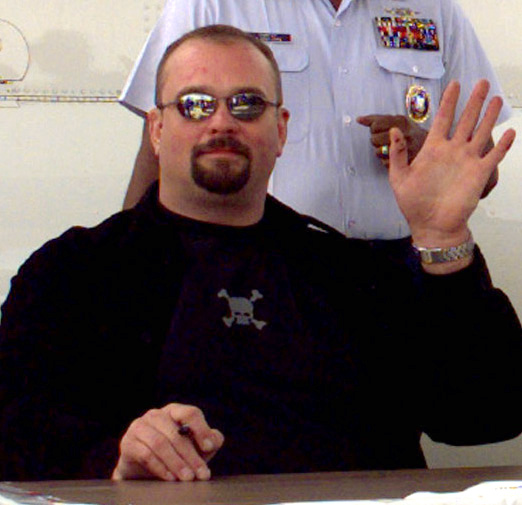
Big Boss Man non lottò a SummerSlam ma arbitrò due match.

Sgt. Slaughter fu poi ospite a The Brother Love Show. Lì dichiarò che gli Stati Uniti erano diventati molli e deboli. Inoltre dichiarò guerra a Nikolai Volkoff. Prima del prossimo match, Duggan e Volkoff cantarono "God Bless America". Furono però attaccati dall'Orient Express (Akio Sato e Pat Tanaka), e tutti i quattro uomini si affrontarono sul ring. Sato e Tanaka attaccarono Volkoff; Mr. Fuji, il manager degli Orient Express, colpì Nikolai con un bastone. Quando Tanaka sbagliò una big splash, Volkoff diede il cambio a Duggan, che attaccò con diverse clothesline Tanaka e Sato. Volkoff e Duggan poi attaccarono i loro avversari con delle Irish Whip; Duggan attaccò con una Clothesline Tanaka, e lo schienò, vincendo il match.
Quando il match tra Dusty Rhodes e Randy Savage stava per cominciare, Ted DiBiase apparse e annunciò di aver acquistato Sapphire. Rhodes camminò lungo la navata verso DiBiase e Sapphire, ma fu attaccato alle spalle da Savage. Quest'ultimo controllò la maggior parte del match, e Sherri interferì per aiutarlo, mentre l'arbitro era distratto. Rhodes fece una breve rimonta, ma Savage fu in grado di schienarlo dopo averlo colpito con la borsa di Sherri, che si diceva contenesse un oggetto pesante. Dopo il match, Rhodes rincorse DiBiase e Sapphire, ma prima che riuscisse a prenderli, essi scapparono con la loro limousine.
Poi iniziò il match che coinvolse Hulk Hogan (accompagnato da Big Boss Man) ed Earthquake (con Jimmy Hart e Dino Bravo). Dopo qualche minuto dall'inizio del match Hulk effettuò un Leg Drop sull'avversario prima che il suo manager, Jimmy Hart, interferì. Hogan lo gettò fuori dal ring e poi scaraventò Earthquake sul tavolo fuori dal quadrato. Hulk tornò sul ring e vinse la contesa via countout. Earthquake attaccò Hogan dopo il match, ma Big Boss Man salvò Hogan colpendo il nemico con una sedia.
The Ultimate Warrior ottenne il vantaggio iniziale nel suo match nella gabbia d'acciaio contro Rick Rude. Dopo Warrior sbagliò un tentativo di splash, e Rude tentò di vincere la contesa uscendo dalla gabbia. Warrior lo fermò, ed entrambi i lottatori tentarono senza successo di eseguire le loro finishing moves. Rude fu poi in grado di eseguire una Rude Awakening neckbreaker, ma scelse di continuare ad attaccare l'avversario piuttosto che fuggire dalla gabbia. Rick eseguì una shoulderblock e ha cercò di uscire dalla porta della gabbia. Ultimate lo trattenne mentre Bobby Heenan, il manager di Rude, cercò di tirare fuori il suo cliente. A quel punto Warrior tirò sia Rick che Heenan nella gabbia. Attaccò Heenan con dei pugni e poi lo buttò fuori dalla gabbia con un atomic drop. Ultimate poi mandò a terra tre volte Rick con delle Clothesline, e poi lo buttò a terra con una gorilla press drop. Warrior scavalcò la gabbia e cadde a terra fuori dal ring, vincendo il match e mantenendo il WWF World Heavyweight Championship

## Conseguenze
I Rockers continuarono il loro feud con i Power and Glory, e le squadre si affrontarono durante un match di eliminazione nell'edizione 1990 di Survivor Series. I Powers vinsero il match, durante il quale Roma eliminò Michaels dopo aver eseguito un PowerPlex insieme a Hercules.
Texas Tornado difese con successo il titolo intercontinentale per quasi tre mesi prima di essere sconfitto da Mr. Perfect il 19 novembre. Il match fu trasmesso nell'edizione del 15 dicembre di WWF Superstars. I due uomini si affrontarono anche in un match ad eliminazione, a Survivor Series. Perfect eliminò Tornado con la sua mossa finale "Perfect Plex", ma il team di Texas Tornado vinse comunque la contesa. Brutus Beefcake non lottò di nuovo fino al 1993.
Dusty Rhodes continuò il suo feud con Randy Savage dopo SummerSlam. Durante il loro incontro del 22 ottobre nell'episodio di Prime Time Wrestling, Ted DiBiase interferì e attaccò il figlio di Rodhes, Dustin. DiBiase e Dusty Rhodes si affrontarono come parte di squadre opposte in un match a eliminazione a Survivor Series 1990; DiBiase vinse il match, dopo aver eliminato Bret Hart, membro del team di Dusty. La rivalità continuò e portò a un tag team match nell'edizione 1991 di Royal Rumble che contrappose Dusty e Dustin Rhodes contro DiBiase e la sua guardia del corpo, Virgil. Furono quest'ultimi a vincere il match, prima di iniziare un feud uno contro l'altro. Sapphire lasciò la WWF poco dopo SummerSlam, e Savage fermò il suo feud con Rodhes per cominciarne uno nuovo con Ultimate Warrior per il WWF Heavyweight Championship.

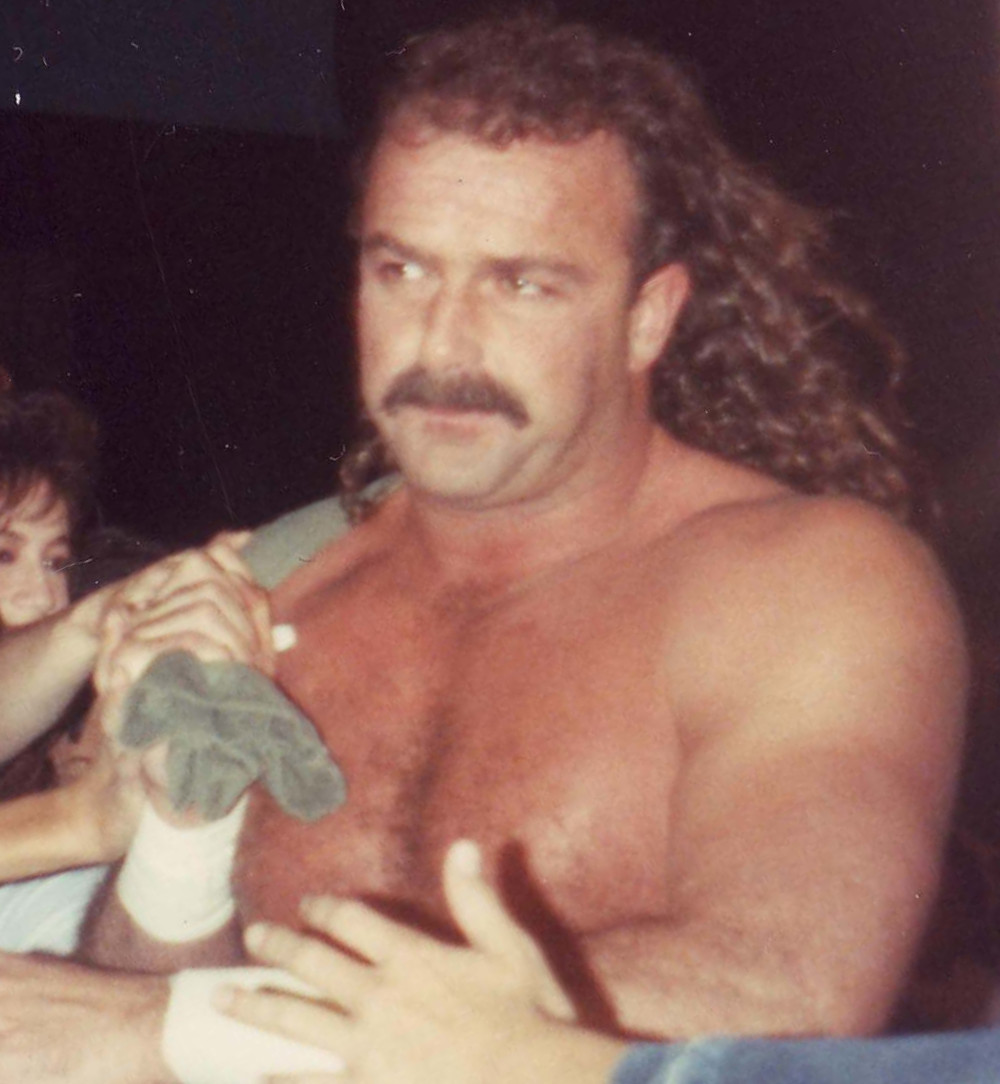
Jake Roberts ebbe un feud con Rick Martel dopo SummerSlam.

Dopo che Martel ritornò dal suo infortunio, fu messo in una storyline in cui accecò Jake Roberts al Brother Love Show, dopo avergli spruzzato negli occhi un profumo. Martel e Santana si affrontarono nell'episodio dell'11 novembre di Wrestling Challenge, dove Roberts interferì. Incapace di vedere chiaramente, accidentalmente attaccò Santana ma giurò vendetta a Martel. Bad News Brown lasciò la WWF dopo SummerSlam, citando promesse non mantenute.
The Hart Foundation difesero i WWF Team Championship per quasi sette mesi prima di cedere le cinture ai The Nasty Boys il 24 marzo 1991. I Demolition cominciarono un feud con i Legion of Doom, dove figurarono diversi six-man match in cui Ultimate Warrior si schierò con i Legion. Inoltre si affrontarono a Survivor Series 1990, come parte di un match a eliminazione. Durante il match, Smash, Crush, ed entrambi i membri dei Legion of Doom furono squalificati per aver lottato fuori dal ring. I Demolition si sciolsero del tutto poco dopo, anche se Smash e Crush continuarono a lottare in WWF sotto diverse gimmick.
Nikolai Volkoff lottò a Survivor Series 1990 in un Four-on-four Survivor Series elimination match, dove, insieme a Tito Santana, e Bushwhackers (Luke Williams & Butch Miller), affrontò Sgt. Slaughter, Boris Zhukov, e The Orient Express (Sato e Tanaka). Nikolai fu eliminato da Slaughter, che fu poi squalificato quando il suo manager, il generale Adnan colpì Tito Santana con una bandiera irachena. Slaughter e Volkoff si affrontarono ancora in molti house show in tutta la seconda metà del 1990. Slaughter vinse la maggioranza di questi match prima di concentrarsi sul WWF Heavyweight Championship.
Alle Survivor Series del 1990, Hogan e Tugboat furono membri del team Hulkamaniacs in un Four-on-four Survivor Series elimination match contro il team The Natural Disasters, che comprendeva Earthquake e Bravo. Hogan eliminò Bravo, e Tugboat e Earthquake furono entrambi contati fuori. Gli Hulkamaniacs vinsero la contesa, con Hogan come unico "sopravvissuto". Nel corso dell'edizione 1991 del Royal Rumble match, Hogan eliminò il suo amico Tugboat. Hogan ed Earthquake furono gli ultimi due lottatori a rimanere sul ring; Hogan eliminò Earthquake vincendo il match. Tugboat poi entrò nelle file dei cosiddetti "heel" e cambiò il suo nome in Typhoon. A quel punto lui ed Earthquake formarono un tag team chiamato The Natural Disasters.
Rude lasciò la WWF alla fine del 1990 a causa di una controversia con la società per questioni economiche. The Ultimate Warrior difese il WWF World Heavyweight Championship fino al gennaio 1991, quando lo perse in un controverso match con Sgt. Slaughter a Royal Rumble 1991, grazie ad una interferenza di Macho King Randy Savage.

## Risultati
| #          | Match | Stipulazioni                                                        | Durata |
| ---------- | --- | ------------------------------------------------------------------- | ------ |
| Dark match | Shane Douglas ha sconfitto Buddy Rose                                                                            | Single match                                                        | N/A    |
| 1          | Power and Glory (Paul Roma e Hercules) (con Slick) hanno sconfitto The Rockers (Shawn Michaels e Marty Jannetty) | Tag team match                                                      | 06:00  |
| 2          | The Texas Tornado ha sconfitto Mr. Perfect (c) (con Bobby Heenan)                                                | Single match per il WWF Intercontinental Championship               | 05:15  |
| 3          | Queen Sherri ha sconfitto Sapphire per forfeit                                                                   | Single match                                                        | 00:00  |
| 4          | The Warlord (con Slick) ha sconfitto Tito Santana                                                                | Single match                                                        | 05:28  |
| 5          | The Hart Foundation (Bret Hart e Jim Neidhart) ha sconfitto Demolition (Smash e Crush) (c)                       | Two out of three falls match per il WWF World Tag Team Championship | 14:24  |
| 6          | Jake Roberts ha sconfitto Bad News Brown per squalifica                                                          | Single match con Big Boss Man come arbitro speciale                 | 04:44  |
| 7          | Nikolai Volkoff e Hacksaw Jim Duggan hanno sconfitto The Orient Express (Sato e Pat Tanaka)                      | Tag team match                                                      | 03:22  |
| 8          | Randy Savage (con Queen Sherri) ha sconfitto Dusty Rhodes                                                        | Single match                                                        | 02:15  |
| 9          | Hulk Hogan (con Big Boss Man) ha sconfitto Earthquake (con Jimmy Hart e Dino Bravo) per countout                 | Single match                                                        | 13:16  |
| 10         | The Ultimate Warrior (c) ha sconfitto Rick Rude (con Bobby Heenan)                                               | Steel cage match per il WWF Championship                            | 10:05  |